# Edward Tymoszak
Edward Tymoszak (ur. 25 września 1905 w Maniewiczach, zm. 13 marca 1979 w Warszawie) – podporucznik czasu wojny Armii Krajowej, kawaler Krzyża Srebrnego Orderu Wojennego Virtuti Militari.

## Życiorys
Syn Andrzeja i Rozalii z domu Wróblewskiej. W roku 1927 ukończył szkołę podoficerską przy 27 pułku artylerii lekkiej z Włodzimierza Wołyńskiego i uzyskał awans do stopnia plutonowego. Odbył kurs pirotechniczny w warszawskiej Centralnej Szkole Uzbrojenia (1932), a w roku 1936 został absolwentem gimnazjum we Włodzimierzu Wołyńskim. Od kwietnia 1937 pełnił służbę w Głównej Składnicy Uzbrojenia Nr 2 w Stawach pod Dęblinem, po czym został przeniesiony (październik 1937) do Centrum Wyszkolenia Piechoty w Rembertowie. Pod koniec kwietnia 1938 rozpoczął służbę w rembertowskiej Wytwórni Amunicji nr 2. W kampanii wrześniowej walczył w szeregach Samodzielnej Grupy Operacyjnej „Polesie” .
W konspiracji od 1940 – członek Związku Walki Zbrojnej i Armii Krajowej. Jako pirotechnik opracował nowy typ granatu ręcznego ET-40 („Filipinka”). Szef konspiracyjnej wytwórni granatów, następnie w Szefostwie Produkcji Konspiracyjnej Oddziału IV (kwatermistrzowskiego) Komendy Głównej AK. Ukończył szkołę podchorążych przy batalionie dowodzonym przez kpt. Cypriana Odorkiewicza ps. „Krybar” (1943-1944), awansowany do stopnia plutonowego podchorążego (1 kwietnia 1944), a następnie sierżanta podchorążego. W powstaniu warszawskim wziął udział na stanowisku zastępcy oficera broni w sztabie II Obwodu „Żywiciel” (Żoliborz) Warszawskiego Okręgu Armii Krajowej. Dwukrotnie ranny podczas walk. 1 października 1944 mianowany na stopień podporucznika czasu wojny, a dzień później odznaczony, na mocy rozkazu dowódcy AK, Orderem Virtuti Militari 5 klasy – za całokształt działalności konspiracyjnej. Po upadku powstania jeniec stalagu XI A Altengrabow. 
Do Polski powrócił w 1945, zamieszkał w Zbąszynku i został funkcjonariuszem Straży Ochrony Kolei. Następnie jako osadnik wojskowy mieszkał w Małomicach, po czym represjonowany przeniósł się do Warszawy (1950). Tam zmarł i spoczął na cmentarzu w Rembertowie. W roku 1934 zawarł związek małżeński z Czesławą z domu Chmielnicką (zm. 2004), z którą miał córkę Bożenę.

## Odznaczenia
- Krzyż Srebrny Orderu Wojennego Virtuti Militari Nr 13589
- Krzyż Walecznych
- Srebrny Krzyż Zasługi z Mieczami
- Medal Pamiątkowy za Wojnę 1918–1921
- Medal Dziesięciolecia Odzyskanej Niepodległości